# Pilea cataractae
Espèce
Classification APG II (2003)
Statut de conservation UICN

 CR D : 
En danger critique
Pilea cataractae est une espèce de plantes à fleurs de la famille des Urticaceae. Elle est endémique de Maurice. Elle se rencontre dans les forêts tropicales ou subtropicales sèches.